# هروی (تبریز)
««روستای هِرَوی»»
««hervi village»»
یکی از روستاهای استان آذربایجان شرقی است که در دهستان میدان‌چای بخش مرکزی شهرستان تبریز بخش مرکزی شهرستان تبریز واقع شده‌است.

جمعیت روستای هروی، حدود ۴ هزار نفر است که یکی از روستاهای پرجمعیت شهرستان تبریز محسوب می‌شود . قدمت این روستا به ۱۵۰۰ سال قبل تخمین زده میشود.
```
 این روستا از نظر گردشگری نقش مهمی در دهستان میدان چای ایفا می نماید.
```

در یکی از مساجد این روستا قبری وجود دارد که مردم اعتقاد دارد این قبر ، قبر یکی از یاران محمد حنفیه است که برای ترویج اسلام در آن زمان به این روستا آمده بود.گل محمدی این روستا به دلیل داشتن عطر و خلوص بالا معروف است.از تولیدات کشاورزی این روستا می توان به گردو ، زردالو ، گل محمدی ، آلوچه و گیلاس نام برد .
```
این روستا در دو دهه اخیر رشد اقتصادی زیادی داشته است که از دلایل آن می توان به افزایش جمعیت و افزایش قیمت باغات و زمین های زراعی اشاره کرد . در قدیم الایام روستاهای آش قورد ، صیصان ، گوگان در نزدیکی این روستا وجود داشتند که امروزه هیچ بنایی از آنها باقی نمانده است . روستای هروی از اجتماع چندین قوم تشکیل شده است.
```

در ماه محرم در این روستا 13 روز اول ماه محرم نذری های زیادی می دهند و در شب های این 13 روز شاه حسین و ایستگاه های صلواتی به وجود می آید . روزهای تاسوعا و عاشورا شبیه خوانی سنتی به وجود می آید که مهمان های بیرون شهری و درون شهری در این روز ها به ما می پیوندند.